# Арчер-Сити
Арчер-Сити (англ. Archer City) — город в США, расположенный в северной части штата Техас, административный центр округа Арчер. По данным переписи за 2010 год число жителей составляло 1834 человека, по оценке Бюро переписи США в 2018 году в городе проживало 1772 человека.

## История
Указ техасской легислатуры о создании округа и назначении Арчер-Сити административным центром нового округа был подписан в 1858 году. И город и округ были названы в честь видного участника техасской революции и политика Техасской республики Брэнча Арчера. Фактическая организация округа и строительство города началось только после освобождения земель от враждебно настроенных индейцев кайова и команчей. Разметка земель под город 1876 года изначально предполагала, что он будет располагаться на пересечении трёх железных дорог, «Fort Worth and Denver», «Houston and Texas Central» и «Red River and Rio Grande». В 1878 году в поселении был открыт почтовый офис Арчер.
В 1880 году в городе появилась первая баптистская церковь. Прихожане встречались в здании, предназначенном для салуна, однако, вскоре горожане проголосовали за введение запрета на продажу алкоголя, и здание продолжило выполнять роль церкви. С 1881 по 1886 годы в нём также проходили занятия школы. В 1890 году в городе начался выпуск еженедельной газеты. В 1892 году название почтового отделения было изменено, чтобы соответствовать названию города.
Основным занятием в регионе было выращивание и продажа хлопка. В 1912 году в 20 километрах от Арчер-Сити заработала первая нефтяная вышка. Несмотря на небольшие объёмы добычи, она проработала вплоть до конца 1970-х годов. К 1914 году через город проходили две железные дороги, Wichita Falls and Southern и Southwestern. В 1925 году Арчер-Сити получил устав города, началось формирование органов местного управления. Город стал центром помола и продажи зерновых.

## География
Арчер-Сити находится в центральной части округа, его координаты: 33°35′38″ с. ш. 98°37′32″ з. д..
Согласно данным бюро переписи США, площадь города составляет около 5,8 км2, из которых 5,7 км2 занято сушей, а менее 0,1 км2 — водная поверхность.

### Климат
Согласно классификации климатов Кёппена, в Арчер-Сити преобладает влажный субтропический климат (Cfa).
| Показатель                    | Янв.  | Фев.  | Март  | Апр. | Май  | Июнь | Июль | Авг. | Сен. | Окт. | Нояб. | Дек.  | Год   |
| ----------------------------- | ----- | ----- | ----- | ---- | ---- | ---- | ---- | ---- | ---- | ---- | ----- | ----- | ----- |
| Абсолютный максимум, °C       | 31,1  | 35,6  | 37,2  | 38,3 | 43,3 | 45,6 | 43,9 | 44,4 | 44,4 | 39,4 | 32,2  | 28,9  | 45,6  |
| Средний суточный максимум, °C | 13,2  | 15,4  | 20,4  | 25,3 | 29,2 | 33,2 | 36,2 | 35,8 | 31,3 | 25,8 | 19,2  | 14,1  | 24,9  |
| Средняя температура, °C       | 6     | 8,2   | 12,9  | 17,9 | 22,3 | 26,6 | 29,3 | 28,8 | 24,3 | 18,6 | 12,3  | 7,1   | 17,8  |
| Средний суточный минимум, °C  | −1,3  | 0,9   | 5,5   | 10,5 | 15,5 | 19,9 | 22,3 | 21,7 | 17,4 | 11,3 | 5,4   | 0,1   | 10,8  |
| Абсолютный минимум, °C        | −20,6 | −23,3 | −12,2 | −3,9 | 3,3  | 10   | 12,2 | 11,1 | 1,7  | −6,1 | −10   | −23,3 | −23,3 |
| Норма осадков, мм             | 29    | 39    | 45    | 69   | 103  | 78   | 51   | 65   | 82   | 80   | 46    | 39    | 726   |
| Источник: weatherbase.com     |       |       |       |      |      |      |      |      |      |      |       |       |       |

## Население
Согласно переписи населения 2010 года в городе проживало 1834 человека, было 763 домохозяйства и 496 семей. Расовый состав города: 95,2 % — белые, 0,3 % — афроамериканцы, 1,1 % — коренные жители США, 0,1 % — азиаты, 0,0 % (0 человек) — жители Гавайев или Океании, 0,9 % — другие расы, 2,4 % — две и более расы. Число испаноязычных жителей любых рас составило 5,5 %.
Из 763 домохозяйств, в 31,6 % живут дети младше 18 лет. 48,1 % домохозяйств представляли собой совместно проживающие супружеские пары (19,5 % с детьми младше 18 лет), в 12,1 % домохозяйств женщины проживали без мужей, в 4,8 % домохозяйств мужчины проживали без жён, 35 % домохозяйств не являлись семьями. В 32 % домохозяйств проживал только один человек, 14,3 % составляли одинокие пожилые люди (старше 65 лет). Средний размер домохозяйства составлял 2,35. Средний размер семьи — 2,94 человека.
Население города по возрастному диапазону распределилось следующим образом: 26,4 % — жители младше 20 лет, 20,8 % находятся в возрасте от 20 до 39, 35 % — от 40 до 64, 18 % — 65 лет и старше. Средний возраст составляет 41,8 года.
Согласно данным пятилетнего опроса 2018 года, средний доход домохозяйства в Арчер-Сити составляет 36 296 долларов США в год, средний доход семьи — 40 563 доллара. Доход на душу населения в городе составляет 24 083 доллара. Около 18,3 % семей и 18 % населения находятся за чертой бедности. В том числе 25,6 % в возрасте до 18 лет и 16,9 % в возрасте 65 и старше.

## Местное управление
Управление городом осуществляется мэром и городским советом, состоящим из пяти человек. Каждый член совета, как и мэр, избирается всем городом на два года. Мэр и два члена совета выбираются в чётные годы, остальные три члена совета — в нечётные. Выборы проходят ежегодно во вторую субботу мая.
В управлении городом помогают нанимаемые сити-менеджер и городской секретарь.

## Инфраструктура и транспорт
Основными автомагистралями, проходящими через Арчер-Сити, являются:
- автомагистраль 25 штата Техас идёт на северо-запад к городам Электра и Хайнесвилл и на восток к городу Уиндторст
- автомагистраль 79 штата Техас идёт на северо-восток к Уичито-Фолс и на юго-запад к городам Олни и Трокмортон

В городе располагается муниципальный аэропорт Арчер-Сити. Аэропорт располагает одной взлётно-посадочной полосой длиной 975 метров. Ближайшим аэропортом, выполняющим коммерческие рейсы, является региональный аэропорт Уичито-Фолс. Аэропорт находится примерно в 50 километрах к северо-востоку от Арчер-Сити.

## Образование
Город обслуживается независимым школьным округом Арчер-Сити. На одной территории располагаются младшая и старшая школы города.

## Экономика
Согласно бюджету города за 2016—2017 финансовый год, предполагаемые доходы города за предыдущий год составили $1,15 млн, столько же составили расходы.

## Город в популярной культуре
Сюжет новеллы Ларри Макмёртри «Последний киносеанс» взят из истории Арчер-Сити и связан с закрытием в городе кинотеатра Royal Theater. Одноимённый фильм снимался в городе. Там же снималась экранизация ещё одной новеллы Макмёртри — Техасвилль